# Olga Pall

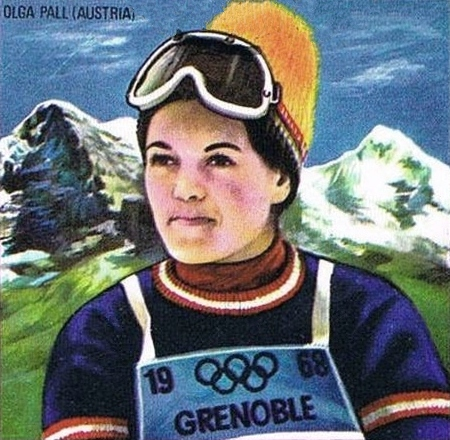
Olga Pall

Olga Pall (Göstling an der Ybbs, 3 december 1947) is een Oostenrijkse voormalige alpineskiester.
Pall werd bij haar enige deelname aan de Winterspelen, die tevens als wereldkampioenschappen alpineskiën golden, de olympisch kampioene en wereldkampioene op de afdaling. Op de reuzenslalom (5e) en slalom (9e) finishte ze in de top tien.
In de Wereldbeker alpineskiën behaalde ze twee dagzeges in de afdaling. De eerste was op 17 januari 1968 in Bad Gastein, de tweede op 31 januari 1969 in Sankt Anton am Arlberg. In de algemene eindklassementen werd ze 19e in 1968, 8e in 1969 en 30e in 1970.

## Kampioenschappen
| Jaar | Resultaat | Discipline   | Kampioenschap              |
| ---- | --------- | ------------ | -------------------------- |
| 1968 | Goud      | afdaling     | OS/WK Grenoble (Frankrijk) |
|      | 5e        | reuzenslalom | OS/WK                      |
|      | 9e        | slalom       | OS/WK                      |

1948: Hedy Schlunegger ·
1952: Trude Beiser ·
1956: Madeleine Berthod ·
1960: Heidi Biebl ·
1964: Christl Haas ·
1968: Olga Pall ·
1972: Marie-Therese Nadig ·
1976: Rosi Mittermaier ·
1980: Annemarie Moser-Pröll ·
1984: Michela Figini ·
1988: Marina Kiehl ·
1992: Kerrin Lee-Gartner ·
1994: Katja Seizinger ·
1998: Katja Seizinger ·
2002: Carole Montillet ·
2006: Michaela Dorfmeister ·
2010: Lindsey Vonn ·
2014: Dominique Gisin & Tina Maze ·
2018: Sofia Goggia ·
2022: Corinne Suter